# Victoria Sur
Victoria Eugenia Hernández Urrea, más conocida por su nombre artístico Victoria Sur, es una cantautora y música colombiana nacida en la ciudad de Armenia. Tuvo sus inicios musicales como integrante del dúo Sombra y Luz en la década de 1990, y debutó como artista en solitario con su álbum de 2004 Bambuco ácido. Durante su carrera ha experimentado con diversos géneros como la música latinoamericana, el rock, el jazz y la canción infantil. En 2021 fue nominada los Premios Grammy Latinos en la categoría de mejor álbum de música latina para niños por su disco Nanas consentidoras, y ha logrado otros premios y reconocimientos en eventos como el Festival de Música Andina Mono Núñez y los Premios Shock, entre otros.

## Biografía

### Inicios y dueto Sombra y Luz
Victoria nació en Armenia, capital del departamento del Quindío, hija de Ligia Urrea Barco y de Isaías Hernández. Inició su carrera musical a los diez años conformando el dueto Sombra y Luz con Luz Ángela Jiménez, una amiga de infancia. En el dúo, que interpretaba música tradicional quindiana y colombiana, participó en diversos festivales de música andina y grabó cuatro discos. En 1994 fue galardonada en el marco del Festival de Música Andina Mono Núñez en la categoría de mejor dueto vocal. Paralelo a su trabajo en Sombra y Luz, integró en sus primeros años de carrera el coro de aplicación polifónica del docente Pablo Emilio Díaz Molina, el grupo musical de Hugo Moncada y la agrupación Mandrágora.

### Carrera como solista

#### Bambuco ácidoyColección de mundos
Al finalizar su experiencia con Sombra y Luz se trasladó a La Habana, Cuba para profundizar en sus estudios musicales. Allí empezó a componer canciones y trabajó con un grupo de intérpretes colombianos fusionando ritmos del Atlántico y del Pacífico con jazz, rock y otros sonidos. Más tarde regresó a su país con algunas composiciones propias y grabó su primera producción discográfica con el nombre artístico de Victoria Sur: Bambuco ácido. El disco, publicado en 2004, contó con la colaboración del artista colombiano Juan Sebastián Monsalve.
Tras participar en diversos eventos como el Festival Iberoamericano de Teatro de Bogotá e interpretar la canción oficial de los Juegos Bolivarianos de 2005, celebrados en las ciudades de Armenia y Pereira, en 2008 publicó su segundo álbum de estudio, titulado Colección de mundos. Para su grabación se inspiró en el trabajo de bandas de rock progresivo como Pink Floyd, Supertramp y Queen, y contó con la producción de los músicos Luis Fernando Charry de la banda The Hall Effect y Ernesto «Teto» Ocampo de la agrupación La Provincia.

#### Belleza silvestreyTu continente
Gracias a la financiación obtenida tras ganar el premio Peña de Mujeres, otorgado por la Fundación Gilberto Alzate Avendaño, Victoria Sur grabó su tercera producción discográfica en Buenos Aires, Argentina en 2010. El disco, titulado Belleza silvestre, presenta una marcada influencia de la música sudamericana, y en su grabación participaron músicos argentinos como Claudio Cardone, Lucio Balduini, Alejandro Oliva y Cheba Massolo. Ese mismo año participó en la celebración del Bicentenario de la Independencia de Colombia en la Plaza de Bolívar de Bogotá, y recibió nominaciones en los Premios Shock en la categoría de voz del año.
Su siguiente trabajo, titulado Tu continente (2015), es un homenaje a destacadas compositoras latinoamericanas como Violeta Parra, Consuelo Velásquez, Chabuca Granda, Matilde Casazola y Zully Murillo. El álbum solamente cuenta con una canción de su autoría, el tema homónimo «Tu continente». Entre 2016 y 2017 participó en el proyecto musical y artístico Tu nombre me sabe a tango, con el que tuvo la oportunidad de presentarse en vivo en Francia, España y Colombia.

#### Hasta el nuevo solyNanas consentidoras
En 2017 estrenó Hasta el nuevo sol, primer álbum con material original desde Belleza silvestre de 2010. En esta producción discográfica presenta elementos de ritmos como el huayno boliviano, la bossa nova brasileña, el bambuco colombiano, la zamacueca peruana y la baguala argentina. Ese mismo año recibió el Premio Cafeto de Oro de parte de la Alcaldía de Armenia, y en 2018 fue reconocida con el Galardón al Mérito Artístico de la Gobernación del Quindío.
En 2020 incursionó en la música infantil con el disco Nanas consentidoras. La idea de grabar un álbum de estas características nació luego de versionar la canción «Dormite» como homenaje a la cantautora colombiana Zully Murillo en su disco Tu continente, y de la experiencia de haber dado a luz a sus hijos mellizos Valentina y Sebastián. Nanas consentidoras tuvo una recepción positiva de público y crítica. Fue incluido en la lista de los discos más destacados de 2020 por la Red de Periodistas Musicales de Iberoamérica (REDPEM) y le valió a la artista una nominación a los Premios Grammy Latinos en la categoría de mejor álbum de música latina para niños.
En 2021 realizó una colaboración con la cantautora peruana Susana Baca en la musicalización del poema «Camino de la patria» del colombiano Carlos Castro Saavedra.

#### Los viajes del corazóny actualidad
En 2024 publicó un nuevo trabajo discográfico titulado Los viajes del corazón. De acuerdo con el diario El Espectador, se trata de un álbum conceptual que «relata distintas etapas del enamoramiento que van hasta la ruptura a través de la música latinoamericana con ritmos como el pasillo, la milonga, el bossa nova y la música mexicana». En el disco, que presenta un formato más acústico que sus anteriores producciones, participaron músicos invitados como Camilo Giraldo, Carlos Mario Muñoz, Pedro Morais y Pancho Rodríguez.

## Discografía

### Como solista
| Año  | Título                 | Discográfica  |
| ---- | ---------------------- | ------------- |
| 2004 | Bambuco ácido          | Independiente |
| 2008 | Colección de mundos    | Independiente |
| 2010 | Belleza silvestre      | Independiente |
| 2015 | Tu continente          | Independiente |
| 2017 | Hasta el nuevo sol     | Independiente |
| 2020 | Nanas consentidoras    | Independiente |
| 2024 | Los viajes del corazón | Independiente |

## Premios y reconocimientos
| Año  | Evento u organización                    | Premio y/o Categoría                                     | Resultado |
| ---- | ---------------------------------------- | -------------------------------------------------------- | --------- |
| 1994 | Festival de Música Andina Mono Núñez     | Mejor dueto vocal (con Luz Ángela Jiménez)               | Ganadora  |
| 2003 | Ministerio de Cultura                    | Mejor composición de rock                                | Ganadora  |
| 2010 | Fundación Gilberto Alzate Avendaño       | Premio Peña de Mujeres                                   | Ganadora  |
| 2010 | Premios Shock                            | Voz del año                                              | Nominada  |
| 2017 | Alcaldía del Municipio de Armenia        | Premio Cafeto de Oro                                     | Ganadora  |
| 2018 | Gobernación del Departamento del Quindío | Galardón al Mérito Artístico                             | Ganadora  |
| 2021 | Premios Grammy Latinos                   | Grammy Latino al mejor álbum de música latina para niños | Nominada  |